# Eligia
Eligia – żeńska wersja imienia Eligiusz, pochodzenia łacińskiego. Wywodzi się od słowa oznaczającego "wybrany". 
Eligia imieniny obchodzi 15 stycznia i 1 grudnia.
Znane osoby noszące imię Eligia:
- Eligia Bąkowska – polska tłumaczka literatury pięknej, redaktor, nauczycielka
- Eligia Bryłowa – polska działaczka społeczna